# Əliyar Əliyev
Əliyar Əliyev (* 14. Dezember 1957 im Dorf Qazyan, Rayon Qubadlı, Aserbaidschanische SSR; † 3. Oktober 1992 im Rayon Laçın, Aserbaidschan) war ein aserbaidschanischer Teilnehmer am Bergkarabachkonflikt, der postum als „Nationalheld“ ausgezeichnet wurde.

## Leben
Əliyev schloss 1979 sein Studium am Staatlichen Institut für Körperkultur Aserbaidschan mit Auszeichnung ab und arbeitete im Anschluss als Sportlehrer an der Mittelschule des Dorfes Dondarlı im Rayon Qubadlı. Nach dem Militärdienst wurde er 1982 als anerkannter Sportexperte von der Staatlichen Universität Saransk eingeladen, als Lehrer zu arbeiten, woraufhin er zwei Jahre an der Universität lehrte.
Nach dem Tod seines Vaters kehrte Əliyev in seine Heimatregion Qazyan zurück und arbeitete dort als Lehrer in der Mittelschule der Siedlung und als Trainer der Bezirksabteilung des Sportverbandes „Ernte“. 1985 wurde er zum Vorsitzenden des Bezirksrates der Freiwilligen Gesellschaft für Leibeserziehung und Sport gewählt.
Əliyev war verheiratet und Vater zweier Söhne und einer Tochter. Er gewann als Griechisch-römischer Ringer den All-Unions-Wettbewerb sowie internationale und nationale Wettbewerbe. Acht von ihm trainierte Ringer waren Republik- oder UdSSR-Meister.

## Karabach-Krieg und Teilnahme an den Kämpfen
Ab 1988 organisierte Əliyev als Leiter der nationalen Bewegung eine Gruppe von Freiwilligen, die im Bergkarabachkonflikt eingesetzt wurde. Im Jahr 1992 wurde er als Kommandant der Fahndungseinheit des Bataillons eingestellt. Später wurde ihm die Führung des Bataillons übertragen. Er zeichnete sich besonders bei der Übernahme der Positionen Başarat, Susuz dağ und Suarası aus und führte am 30. September 1992 den Kampf in Richtung Laçın. Das Bataillon unter seiner Leitung nahm im Mai 1991 in den Kämpfen um das Dorf Yuxarı Cibikli des Rayons Qubadlı und Dorf Topağac-Başarat dieses Rayons am 12. Oktober 1992 teil.
Mit einer Gruppe von 50 Personen, die im Ausland von dem syrischen Armenier Karlen ausgebildet worden waren, sprengte Əliyev am 16. April 1992 die Brücke Lalazar und zerstörte so die Verbindung zu einigen Grenzdörfern des Bezirks Qubadlı mit dem Hauptort. Er nahm an der Operation „Şurnuxu“ im August 1992 teil. Im Herbst 1992 nahm er zusammen mit anderen Kämpfern etwa 40 Dörfer des Bezirks Laçın ein.
Əliyar Əliyev starb am 3. Oktober 1992 im Kampf um die Höhe „Tikanlı zami“ im gleichen Bezirk.

## Rezeption
Eine Straße im Bezirk Nərimanov der Stadt Baku trägt seinen Namen; dort wurde auch eine Büste aufgestellt. In Masazır ist eine Schule nach ihm benannt; Quellen namens „Əliyar“ gibt es in Sumqayıt und Binəqədi. Ein Sportklub und sein Bataillon tragen seinen Namen.
Am 10. November 1992 wurde er vom Präsidenten der Republik Aserbaidschan mit der Verordnung Nr. 301 posthum mit dem Titel „Nationalheld von Aserbaidschan“ ausgezeichnet.